# اسنیفر (مجموعه تلویزیونی)
اسنیفر (روسی: Нюхач) یک مجموعهٔ تلویزیونی اوکراینی است که در سال ۲۰۱۳ منتشر شد.

## داستان
این سریال دربارهٔ مردی است که اسنیفر لقب دارد که دلیلش حس بویایی بسیار قوی و غیرعادی‌ای اوست و به کمک آن می‌تواند با تشخیص و تفکیک مقادیر جزئی از مواد مختلف، به بررسی و حل پرونده‌های جنایی بپردازد. او همراه با دوست دوران کودکی‌اش، ویکتور لبدِف، که افسر اداره ویژه تحقیقات است، کار می‌کند.

## تولید
این سریال در ۱۱ نوامبر ۲۰۱۳ از شبکه تلویزیونی آی‌سی‌تی‌وی اوکراین پخش شد و در ۱۶ دسامبر ۲۰۱۳ در روسیه از کانال یک روسیه روی آنتن رفت. تا سال ۲۰۱۴، سریال به شصت کشور فروخته شده بود.
حتی پیش از پخش فصل اول، سریال به‌طور رسمی برای فصل دوم تمدید شد که شامل هشت قسمت جدید بود. فصل دوم در ۵ اکتبر ۲۰۱۵ از شبکه کانال یک روسیه آغاز شد و فیلم‌برداری آن را گراهام فرِیک بر عهده داشت؛ کسی که پیش‌تر مدیر فیلم‌برداری سریال دانتون ابی بود.
در سال ۲۰۱۶، آمازون فصل اول سریال را به فهرست آثار آمازون افزود.
تا ۳۱ ژانویه ۲۰۱۷، فیلم‌برداری فصل سوم به پایان رسید. مانند دو فصل اول، فصل سوم نیز شامل هشت قسمت است که طی شش ماه فیلم‌برداری شد.
از مه ۲۰۱۷، دو فصل اول این سریال در نتفلیکس پخش شد و پس از آن فصل سوم نیز به آن افزوده شد. از سال ۲۰۲۱، نتفلیکس دیگر این سریال را ارائه نمی‌کند.